# Jinan Xingzhou
El Jinan Xingzhou fue un equipo de fútbol de China que jugó en la Primera Liga China, la segunda división nacional.

## Historia
Fue fundado en el año 2013 en la ciudad de Jinan como un equipo aficionado, el cual pasó a ser profesional en 2021 luego de lograr el ascenso a la Segunda Liga China.
Al año siguiente es campeón de tercera división y logra el ascenso a la Primera Liga China.
El club desapareció el 16 de febrero de 2024. 

## Palmarés
- Segunda Liga China: 1

2022